# Endocrinopatia
Endocrinopatias são doenças que afetam o sistema endócrino. Segundo a Classificação Internacional de Doenças da Organização Mundial de Saúde, englobam as doenças classificadas com os códigos de E00 a E16, sendo seus principais grupos:
1. Doenças da glândula tireoide;
2. Diabetes melito;
3. Outras doenças de regulação de glicose e de secreção pancreática interna; e
4. Doenças de outras glândulas.